# Lucius Furius Camillus (consul in 338 v.Chr.)
Lucius Furius Camillus was een Romeinse consul in 338 en 325 v.Chr. ten tijde van de Romeinse Republiek.
Furius Camillus was lid van de patricische gens Furia, een van de oudste gentes van het oude Rome.
Tijdens zijn eerste consulschap in 338 v.Chr. met Gaius Maenius trok hij op naar Pedum, waar hij het opnam tegen de stad en de te hulp komende legers uit Tibur en Praeneste. Maenius wist te voorkomen dat andere steden te hulp konden komen. Na de inname van Pedum besloten de consuls de rest van Latium te veroveren. Nadat ze hun campagne succesvol hadden afgesloten kregen ze in Rome een triomftocht en werden er ruiterstandbeelden van hen op het forum geplaatst.
In 325 v.Chr. werd Furius Camillus opnieuw consul en kreeg hij de taak met het leger op te trekken tegen de Samnieten in de Tweede Samnitische Oorlog. Hij werd echter ziek en benoemde Lucius Papirius Cursor tot dictator.